# Kambhamvaripalle
Kambhamvaripalle là một mandal thuộc huyện Chittoor, bang Andhra Pradesh.